# IC 4269
IC 4269 — галактика типу S0 (спіральна галактика) у сузір'ї Гончі Пси.
Цей об'єкт міститься в оригінальній редакції індексного каталогу.